# Tuoreenkarinaukko
Tuoreenkarinaukko är en fjärd i Finland. Den ligger i landskapet Egentliga Finland, i den sydvästra delen av landet, 180 km väster om huvudstaden Helsingfors.
Tuoreenkarinaukko avgränsas av Harkinmaa i sydväst, Aukkoluoto i väster, Jettesaari i nordväst, Ruotsalainen i nordöst och Isolamppi i öster. Den ansluter till Rajakarinaukko i söder och Suininaukko i nordväst.